# Abrostola rougeoti
Abrostola rougeoti är en fjärilsart som beskrevs av Claude Dufay 1977. Abrostola rougeoti ingår i släktet Abrostola och familjen nattflyn. Inga underarter finns listade i Catalogue of Life.